# Clorur de coure(II)
El clorur de coure(II) és un sòlid de color verd pàl·lid que normalment es presenta en forma deshidratada.

## Síntesi
El clorur de coure(II) es pot preparar fent reaccionar àcid clorhídric amb òxid de coure(II), hidròxid de coure(II) o carbonat de coure(II):
CuO + 2 HCl → CuCl₂ + H₂O
Cu(OH)₂ + 2 HCl → CuCl₂ + 2 H₂O
CuCO₃ + 2 HCl → CuCl₂ + CO₂ + H₂O